# Flugplatz Ellwangen

i7
i11
i13
Der Flugplatz Ellwangen (ICAO-Code: EDPY) ist ein Sonderlandeplatz nahe der Stadt Ellwangen im Ostalbkreis. Er ist für Segelflugzeuge, Motorsegler, Ultraleichtflugzeuge und Motorflugzeuge mit einem Höchstabfluggewicht von bis zu zwei Tonnen zugelassen.

## Veranstaltungen
Auf dem Gelände des Flugplatzes finden regelmäßig ein Jazzfestival und ein Flugplatzfest statt.

## Unfälle
Am 23. August 2009 kam es während der Rundflüge anlässlich des alljährlichen Flugplatzfestes zu einer Kollision zweier Luftfahrzeuge. Ein Hubschrauber Robinson R44 und eine Cessna F182 prallten im Endanflug aufeinander. Nach dem Zusammenstoß stürzte der Hubschrauber senkrecht zu Boden. Durch den Aufprall erlitten der 42-jährige Pilot und alle drei Passagiere tödliche Verletzungen. Das Flugzeug verlor durch die Kollision die Höhensteuerung und der 57-jährige Flugzeugführer versuchte, den Anflug mit Hilfe der Höhentrimmung fortzusetzen. Kurz vor der Schwelle der Piste 12 schlug das Flugzeug auf den Boden auf, wobei der Pilot schwer verletzt wurde.